# Aram Mp3
Aram Sargsyan (em armênio/arménio:  Արամ Սարգսյան, Erevan, Arménia, 5 de abril de 1984) é um cantor, compositor, comediante, showman e ator arménio. Ele representou a Arménia no Festival Eurovisão da Canção 2014, em Copenhague, na Dinamarca.

## Início de vida
Aram Sargsyan nasceu na capital arménia de Erevan. Frequentou a Universidade Estadual de Yerevan Medical e se formou em 2006. Durante seus estudos na UEYM, ele tocou no concerto de comédia KVN, em primeiro lugar entre as universidades armênios e mais tarde na equipe armênio Ararat no Moscovo.
Em 2007, ele tornou-se o vencedor do do programa 2 Astgher (2 Estrelas), da Companhia de Rádio e Televisão Pública Armeniana.
Durante este tempo Aram começou a se apresentar ao vivo em clubes de jazz e blues, gravar músicas e vídeos musicais filmagens. Formatos de TV famosos, como X Factor, Armenian Idol, My Name Is... e Power Of 10 onde foram acolhidos por ele e lhe trouxe mais fama. Em 2010 Aram e seus amigos criaram Vitamin Club. Ele já realizou vários shows na Armenia TV.

## Vida pessoal
Aram é casado com Anna Margaryan desde 2008. Seu filho nasceu em junho de 2011.

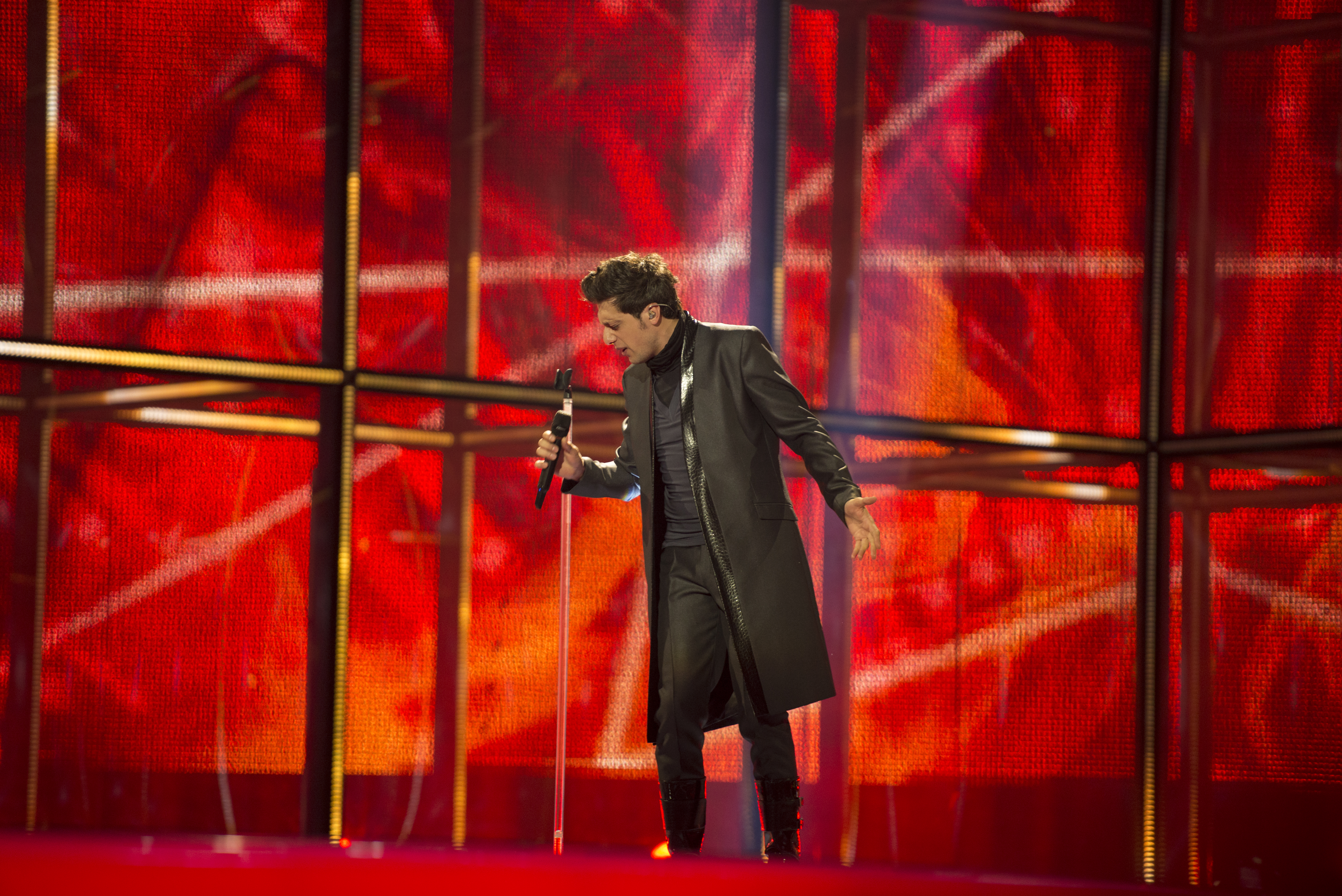

## Singles
- "Shine" (2013)
- "If I Tried" (2013)
- "Just Go On" (2013)